# Louis Napoléon Chaltin
Pour les articles homonymes, voir Chaltin.
Louis Napoléon Chaltin, né à Ixelles le 27 avril 1857 et mort le 14 mars 1933 à Uccle, est un officier belge au service de l'État indépendant du Congo (EIC). Il est surtout connu pour avoir remporté contre les Mhadistes la bataille de Redjaf dans l'enclave de Lado.

## Biographie
Louis Napoléon Chaltin voit le jour le 27 avril 1857 à Ixelles de Jean Népomucène Napoléon Chaltin et de Rosalie Bouckaert. Le père de Louis Napoléon Chaltin, Jean Népomucène Napoléon Chaltin, fut capitaine de première classe au 4e régiment de ligne. Son entrée au régiment est, par ailleurs, attestée par l'arrêté du régent du 11 mai 1831. Il servira dans diverses campagnes contre les Pays-Bas de 1831 à 1839 et prit sa pension le 2 mars 1858. Ses principaux faits d'armes lui valurent d'être décoré de la croix de fer (décoration belge attribuée pour les combattants belges de la révolution belge de 1830) et de la croix commémorative. Des pièces d'archives[Lesquelles ?], telles que des procurations, laissent à penser qu'il eut un frère du nom de Julien Chaltin qui exerça la profession d'horloger. 
Louis Chaltin fait ses études à l'Athénée d'Ixelles, puis est admis à l'école des enfants de troupe suivant une autorisation ministérielle du 21 septembre 1867, et ce, pour un engagement jusqu'à sa 24e année accomplie. C'est à l'âge de 16 ans qu'il passe les examens préparatoires pour devenir sous-lieutenant. Ce type de parcours s'explique par le fait suivant : pour accéder au grade d'officier, on avait, à cette époque, le choix entre deux possibilités : les cadres sortis du rang ou l'École royale militaire. 
C'est ainsi qu'il s'engage au 10e régiment de ligne et commence sa carrière militaire au grade de caporal-fourrier. Il accède au rang de sous-officier par le passage de caporal-fourrier à sergent-fourrier le 6 juillet 1874, puis de sergent-fourrier à sergent-major le 6 janvier 1876, et enfin, de sergent-major à adjudant sous-officier le 23 juin 1877. Dès le 14 juillet 1878, il est nommé sous-lieutenant dans l'infanterie et est en même temps désigné pour le 3e régiment de ligne. Il change d'affectation pour être détaché au ministère de la Guerre le 24 janvier 1880, et ce, par décision ministérielle. D'après la Biographie coloniale belge, il passe du ministère de la Guerre au parquet de la Cour Militaire, au sein duquel il occupe le poste de secrétaire de la Commission de révision du Code de procédure militaire. Durant cette période, il est aussi nommé lieutenant (le 25 mars 1885).
Le 19 novembre 1890, il est détaché à l'Institut cartographique militaire par décision ministérielle, procédure habituelle lorsque des militaires étaient détachés auprès de l'État indépendant du Congo (EIC). C'est donc le 18 janvier 1891 qu'il est admis au service de celui-ci en qualité de lieutenant de la Force publique. À son entrée à la Force publique, le lieutenant Chaltin conserva son grade acquis dans l'armée belge. 
Le 30 janvier 1891, pour son premier terme de service, il embarque à Ostende sur le SS Belgian Prinz à destination de Boma qu'il atteint le 26 février 1891 après quelque vingt-sept jours de voyage. Dans ses premiers jours en terre africaine, il est désigné pour le district de l'Aruwimi-Uele (le 4 mars 1891) et pour le commandement du camp de Basoko. Le 5 mars 1891, il quitte Boma à destination de Basoko où il arrive le 9 juin 1891, et ce, en passant par Matadi, le 6 mars 1891. 
Entre-temps, Van Kerckhoven, dans des instructions qu'il laissait à l'usage du camp de Basoko, le 19 mai 1891, demandait que les Arabo-Swahilis soient tenus de livrer à l'État la moitié de leur ivoire et d'en avoir mis en caution au préalable trois tonnes au camp de Basoko. Sa progression au sein de la hiérarchie continue, il est nommé successivement commissaire de district de deuxième classe, le 1er février 1892, et capitaine en second de première classe, le 26 mars 1892. En juin 1892, c'est au cours d'une opération contre les Baoundeh, situés dans l'Aruwimi, qu'il reçoit sa première blessure, à savoir un coup de lance à la jambe. On mentionne, par ailleurs, dans une note de l'État que, durant les années 1891 et 1892, Chaltin livra aux Arabes plusieurs combats victorieux et les chassa des divers points qu'ils occupaient. Il parvint à les empêcher de franchir l'Aruwimi et grâce à de nombreux postes qu'il fonda sur les rives de l'Aruwimi, il empêcha les Arabes de pénétrer à nouveau dans les territoires de l'EIC.
Le 1er mars 1893, il est nommé capitaine commandant de 2e classe et, par la même, son indemnité est portée à 3 000 francs. Mais la campagne arabe ayant éclaté, Chaltin part au secours de Nicolas Isidore Tobback qui est attaqué aux Stanley-Falls par les fusiliers du sultan Rachid, le 12 mai 1893. C'est ainsi qu'avec l'appui de canons, il déloge les Arabo-Swahilis qui occupaient l'île faisant face à la station. Il rejoint Tobback et passe sur la rive gauche du fleuve pour prendre d'assaut les dernières positions ennemies. Ceci lui vaudra d'ailleurs d'être cité à l'ordre du jour le 15 juin 1893. En reprenant la route vers Basoko, il rencontre l'inspecteur Fivé, lequel, avec Daenen et Eugène Henry, vient de s'emparer du camp d'Isangi et d'obtenir une victoire contre les Arabes à La Romée. Dès lors, il part à la poursuite des vaincus en remontant le Lomami jusque Bena-Kamba puis Riba-Riba. Cette poursuite est suivie d'une victoire où il peut venger la mort du lieutenant Michiels et le coup porté à l'expédition Hodister qui est décimée. Son premier terme arrivant à expiration, Chaltin reprend la route de Boma, le 15 décembre 1893 pour y arriver le 11 février 1894. Il embarque à Boma sur le Coomassie le 18 février 1894 à destination de l'Europe à la suite de l'expiration de son terme de service (24 mars 1894).

### Deuxième voyage
Pour son second terme de service, il embarque à Anvers, le 6 mai 1895, à destination de l'Afrique. On mentionne d'ailleurs un traitement de 12 000 francs, traitement qui peut être mis en relation avec celui de son premier départ. On constate donc un passage de 2 400 francs à 12 000 francs. Différence assez significative qui est expliquée par son avancement dans la hiérarchie. En effet, il est nommé commissaire de district de première classe le 1er mai 1895. Chaltin atteint la tête de l'administration de district ainsi que du service territorial. 
Le 25 mars 1895, il arrive à Boma après quelque dix-neuf jours de voyage. Arrivé au Congo, il reprend le commandement de l'Aruwimi, mais des ordres du gouvernement central en date du 2 août 1895 le poussent à rejoindre le plus tôt l'Uele pour y reprendre le commandement de Le Marinel sur le Haut-Uele. Ainsi, le 31 mai 1895, il quitte Boma pour Niangara, chef-lieu de l'Uele. Déjà, on lui donne pour instruction de prendre part à l'expédition qui devra conduire Dhanis des Falls sur le Haut-Nil. 
Arrivé à Niangara, qui est le chef-lieu de l'Uele, Chaltin commence la préparation de cette avancée vers le bassin du Nil en effectuant des tâches de reconnaissance et de formation de ses troupes. Mais avant tout, il lui faut pacifier le district de l'Uele ; tâche à laquelle il s'emploie fin 1895. C'est ainsi qu'il doit organiser une expédition contre les chefs Bili et Ndoruma. 
L'expédition peut être vue comme un moyen de pacification de l'Uele, mais Bili, qui possédait des territoires le long de l'Uele, refuse d'offrir son appui à l'État indépendant du Congo en novembre 1891. Il faut donc parer au danger que présente l'insoumission de ces chefs azandes dans l'Uele. C'est ainsi qu'en février 1896, Chaltin entreprend l'expédition contre Bili qui possédait quelque 1 000 guerriers au nord de Niangara. Chaltin vient à bout de Bili à la suite d'un combat sanglant et se porte alors vers les territoires de Ndoruma situé dans le nord. Les deux grands chefs azandes sont donc battus successivement en date du 17 mars et du 5 avril. Comme l'explique Chaltin : « Pour me rendre compte des effets du feu j'ai fait réunir sur une même ligne les cadavres qui se trouvaient devant notre front. Il y en avait 103. Des morts, il y en a partout. Et combien de blessés, j'en évalue le nombre à 3 à 400; et je crois être en dessous de la vérité »[réf. nécessaire]. 
En date du 31 octobre 1896, Chaltin reçoit à Niangara un courrier du gouverneur général Wahis lui demandant de faire route vers l'enclave de Lado et le Nil à l'extrême nord-est du Congo sans attendre l'arrivée du baron Dhanis et ses troupes. En résumé, une colonne sous le commandement de Dhanis partait des Stanley-Falls en septembre 1896 tandis qu'une autre, sous le commandement de Chaltin, allait partir le 14 décembre 1896 de Dungu. Les deux colonnes avaient pour objectif de se rencontrer à la frontière, à Ndirfi, plus précisément. Mais la colonne Dhanis ne sera pas au rendez-vous à la suite d'une mutinerie dans son avant-garde le 14 février 1897. C'est ainsi que Chaltin remonte le Kibali jusqu'à Surur puis il se dirige, avec ses troupes, vers Faradje, au nord-est, et Aba. Après quelque six semaines de marche, ils arrivent le 14 février 1897 sur les bords du Nil face à l'ancienne station égyptienne de Bedden. A 25 kilomètres de là, les Madhistes occupent Redjaf et se portent à la rencontre de Chaltin. Le 17 février, les deux belligérants se rencontrent lors de la bataille dite de Bedden. Chaltin arrive à repousser les Mahdistes dans une retraite précipitée jusque Redjaf. C'est ainsi que, le même jour, dans l'après-midi, Chaltin livre la bataille victorieuse de Redjaf. Entre-temps, il est nommé commissaire général, le 1er juin 1897, et son traitement est porté à 15 000 francs. Mais son deuxième terme arrivant à expiration, il repart à Boma où il arrive le 4 juin 1898 pour embarquer sur le SS Bruxelles-ville le 23 juin 1898 à destination de l'Europe qu'il atteint le 14 juillet 1898. 

### Troisième voyage
Chaltin repart pour un troisième terme en qualité d'inspecteur d'état avec un traitement de 25 000 francs, le 6 mars 1899. C'est ainsi qu'il rembarque à Anvers sur l'Albertville pour arriver à Boma le 27 mars 1899 et y être désigné pour prendre la haute direction dans le district de l'Uele (3 avril 1899). La totalité de son troisième terme de service est voué à l'organisation administrative et militaire du district de l'Uele et de l'enclave de Lado. Il met fin à sa carrière au service colonial à l'EIC, en 1902, et réintègre l'armée belge en Belgique. Il est promu au grade de major le 25 mars 1903 et désigné pour le 4e régiment de ligne. 
En 1905, un accident de cheval l'oblige à prendre sa retraite qui deviendra effective le 30 janvier 1908. Sa carrière militaire prenant fin, une pièce d'archive[Laquelle ?] montre que le secrétaire d'état du ministère des colonies envoie une lettre de recommandation au président de la compagnie du Kasaï. 

### Première Guerre mondiale
Au moment du déclenchement de la Première Guerre mondiale, Chaltin est en congé en Europe. Il reprend du service en qualité de colonel de réserve pour la durée de la guerre, le 1er août 1914. Il est d'ailleurs désigné pour prendre la tête des volontaires congolais, ce corps de quelque 330 volontaires coloniaux divisés en deux compagnies sous les ordres de De Cock et de Laplume, lequel est l'un des adjoints de Chaltin dans l'affaire de Redjaf. Ceux-ci sont désignés pour la défense de la position fortifiée de Namur. Ils quittent le dépôt du corps à Saint-Nicolas le 16 août 1914 en direction de Namur. Une fois sur place, ils doivent assurer la défense de Namur, mais la place est cernée par les Allemands des trois côtés. 
Les volontaires coloniaux doivent donc se retirer sur Maizeret, dans le bois de Lives, pour couvrir la retraite des troupes belges vers l'Entre-Sambre-et-Meuse. Le 23 août 1914, devant l'avance rapide des Allemands, toutes les troupes de Namur ayant passé la Meuse, le corps de Chaltin se trouve isolé. C'est ainsi qu'ils furent prisonniers bien que leur mission était accomplie. Le 25 août 1914, il est dirigé sur l'Allemagne et interné le 27 août à la citadelle de Magdebourg. De là, on le déplace plusieurs fois jusqu'au 1er juin 1917 à Heidelberg où il fait un séjour de deux mois à l'hôpital. Puis, on le déplace une fois de plus vers la Suisse pour cause de maladie contractée durant la captivité, le 13 décembre 1917. Pour la même raison, il est transféré en France le 1er mai 1917 et mis à la disposition du ministère de la Guerre.
La guerre prenant fin, il est rapatrié le 11 mai 1918 en Belgique. Par la suite, on le commissionne au grade de colonel de réserve pour la durée de la guerre à la date du 1er août 1918. Quittant cet emploi, la commission prend fin le 26 août mais il est autorisé à garder le grade de colonel à titre honorifique. Néanmoins, il reste encore quelque peu à l'armée où il occupe des fonctions dans des commissions de recrutement à Liège et Namur en avril et mai 1919. Enfin, c'est le 31 mars 1920 qu'il est démobilisé suivant l'avis du ministre de la Défense nationale. Par conséquent, il prend sa retraite, ce qui met un fin à sa carrière militaire et ce, de façon définitive.

### Dernières années
Les dernières années de sa vie sont consacrées à la continuation de ses activités coloniales dans le secteur privé, secteur dans lequel il fait bénéficier de son expérience au service de différentes sociétés telles que Belcoma Cafegas, dont il est nommé président, mais aussi de la Société coloniale belge du Congo oriental, dont il est aussi nommé président, la C.A.C., la C.K., la Société Minière de l'Aruwimi, l'Unatra dont il est commissaire et directeur de la compagnie du Kasaï. 

Après une carrière bien chargée, il meurt à Uccle le 14 mars 1933. Ses funérailles sont célébrées avec les honneurs militaires le 17 mars 1933 à l'église Saint-Pierre d'Uccle et il est inhumé au cimetière d'Ixelles.

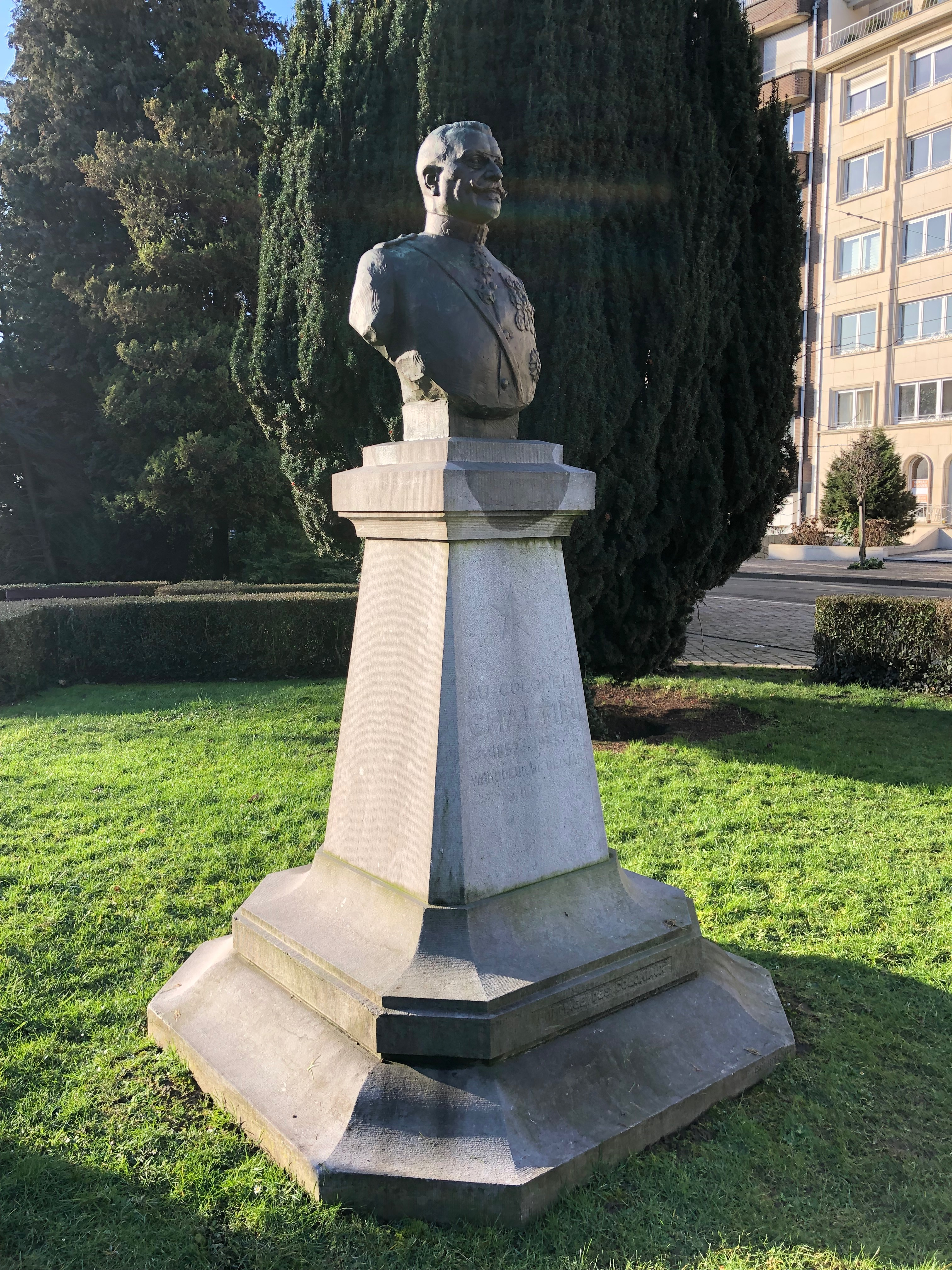
Monument Louis Napoléon Chaltin à Ixelles.

## Hommages et distinctions
La ville de Port-Chaltin près de Kisangani a été baptisée en son honneur. Après l'indépendance, la ville a été renommée Aketi en 1971. Il y a une rue colonel Chaltin à Uccle. 
Un monument portant son buste en bronze dû au sculpteur Arthur Dupagne a été érigé à sa mémoire au square du Solbosch à Ixelles.
Il a reçu les distinctions suivantes :
- Grand officier de l'ordre de Léopold II le 21 juillet 1931  (Belgique) ;
- Chevalier de l'ordre de Léopold en 1896 (Belgique) ;
- Croix militaire de première classe le 1er octobre 1903 (Belgique) ;
- Croix de guerre 1914-1918 le 21 août 1918 avec palme (Belgique) ;
- Commandeur de l'ordre de l'Étoile africaine le 19 février 1927 (Congo belge) ;
- Officier de l'ordre royal du Lion le 26 juin 1901 (Congo belge) ;
- Étoile de Service le 11 mars 1894 (Congo belge) ;
- Médaille commémorative du règne de Léopold II le 4 décembre 1904 ;
- Médaille de la Victoire ;
- Médaille de la campagne arabe le 18 décembre 1895 ;
- Médaille commémorative de la campagne d'Afrique le 28 juin 1929.